# Condado de Doniphan
O Condado de Doniphan é um dos 105 condados do estado americano de Kansas. A sede do condado é Troy, e sua maior cidade é Wathena. O condado possui uma área de 1 028 km² (dos quais 13 km² estão cobertos por água), uma população de 8 249 habitantes, e uma densidade populacional de 8 hab/km² (segundo o censo nacional de 2000). O condado foi fundado em 25 de agosto de 1855.